# چاه حاج رضاعلی جعفری
چاه حاج رضاعلی جعفری یک منطقهٔ مسکونی در ایران است که در دهستان چاهک واقع شده‌است.